# Blesle
Blesle ([blɛːl]; okzitanisch Blèila) ist eine französische Gemeinde mit 618 Einwohnern (Stand 1. Januar 2022) im Département Haute-Loire in der Region Auvergne-Rhône-Alpes. Sie liegt im Arrondissement Brioude im Kanton Sainte-Florine. Blesle ist als eines der Plus beaux villages de France („Schönste Dörfer Frankreichs“) klassifiziert.

## Geographische Lage
Die Gemeinde von 29,8 Quadratkilometern liegt auf 472 bis 875 m Meereshöhe an den Mündungen der Voireuze und der Sianne in den Alagnon am nordwestlichen Rand des Départements Haute-Loire, an der Grenze zu den Départements Cantal und Puy-de-Dôme, 95 km von Le Puy, 28 km westlich von Brioude und 15 km von Massiac entfernt.

## Geschichte
Der Ort entwickelte sich um eine Benediktinerinnenabtei des 9. Jahrhunderts. Gegen Ende des 11. Jahrhunderts herrschen über Blesle die Barone de Mercœur. Im 17. Jahrhundert wandelte sich die Abtei zum Damenstift.

### Bevölkerungsentwicklung
| Jahr                       | 1962 | 1968 | 1975 | 1982 | 1990 | 1999 | 2006 | 2017 |
| Einwohner                  | 837  | 847  | 832  | 824  | 703  | 660  | 657  | 637  |
| Quellen: Cassini und INSEE |      |      |      |      |      |      |      |      |

## Sehenswürdigkeiten
- Mittelalterliches Stadtbild
- Ehemalige Abteikirche St-Pierre de Blesle (11./12. Jahrhundert), mit einer Christusdarstellung des 12. und einer Madonna des 13. Jahrhunderts, heute Pfarrkirche[2]
- Kirche Sainte-Marie (12. Jahrhundert)
- Kirche Saint-Sébastien (12. Jahrhundert)
- Église de Bousselargues, eine romanische Kirche (12. und 15. Jahrhundert)
- Chapelle Notre-Dame-de-La-Chaigne, eine Kapelle 1638 errichtet
- Glockenturm der alten Kirche Saint-Martin (14. Jahrhundert)
- Tour de guet du Massadou, ein Turm aus dem 13. Jahrhundert
- Tour de Mercœur, ein mittelalterlicher Turm heute Tour aux Vingt Angles genannt
- Château du Bos, ein Schloss aus dem 17./18. Jahrhundert
- Mehrere mittelalterliche Herrensitze
- Spitalportal aus dem 15. Jahrhundert

## Museen
- Musée du trésor, Klosterschatz der Abteikirche St-Pierre
- Musée des Coiffes, traditionelle Hauben, Hüte und Trachten
- Musée Maison Onslow, Geburtshaus des Malers Édouard Onslow

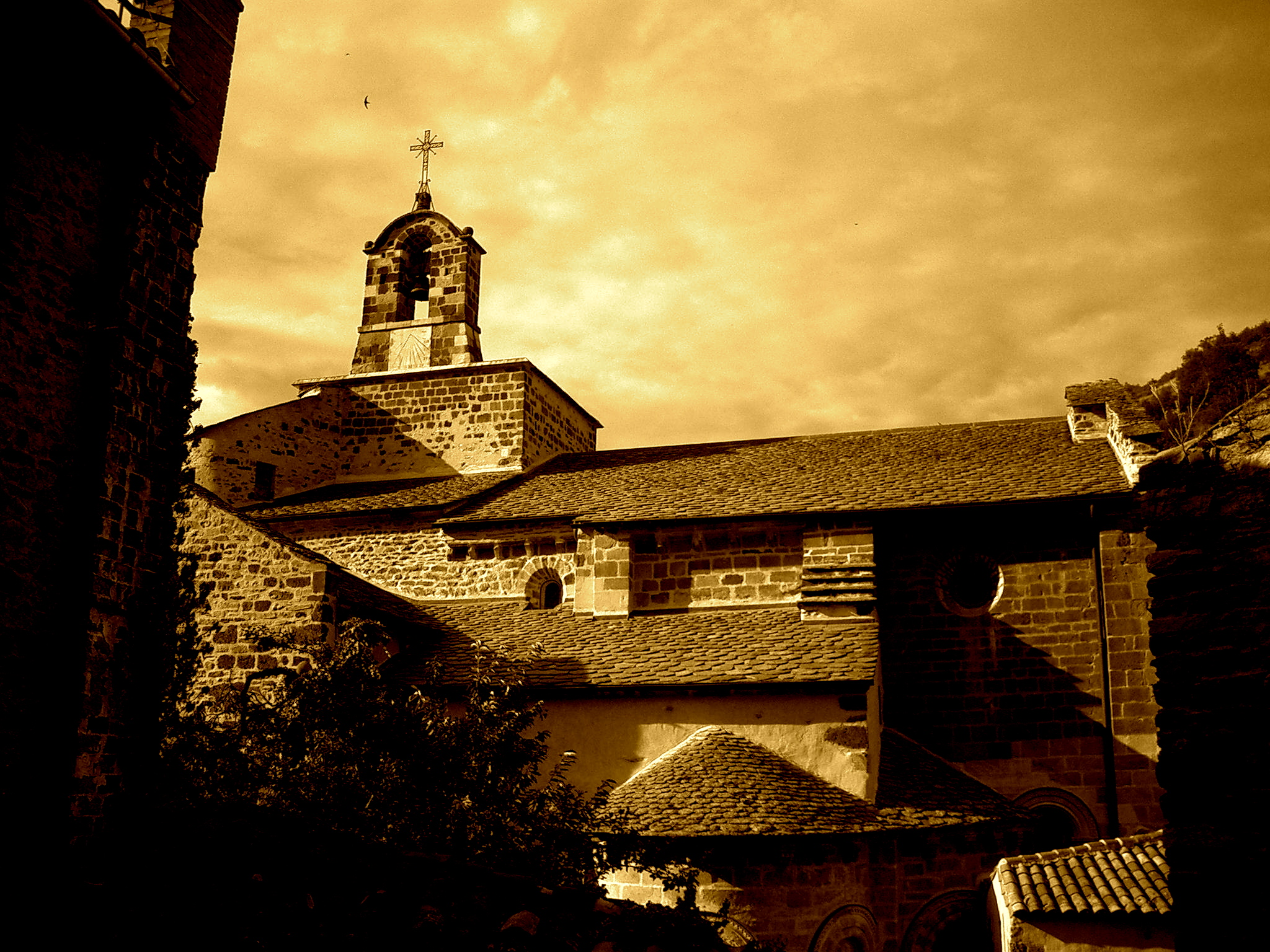
Kirche Saint-Pierre
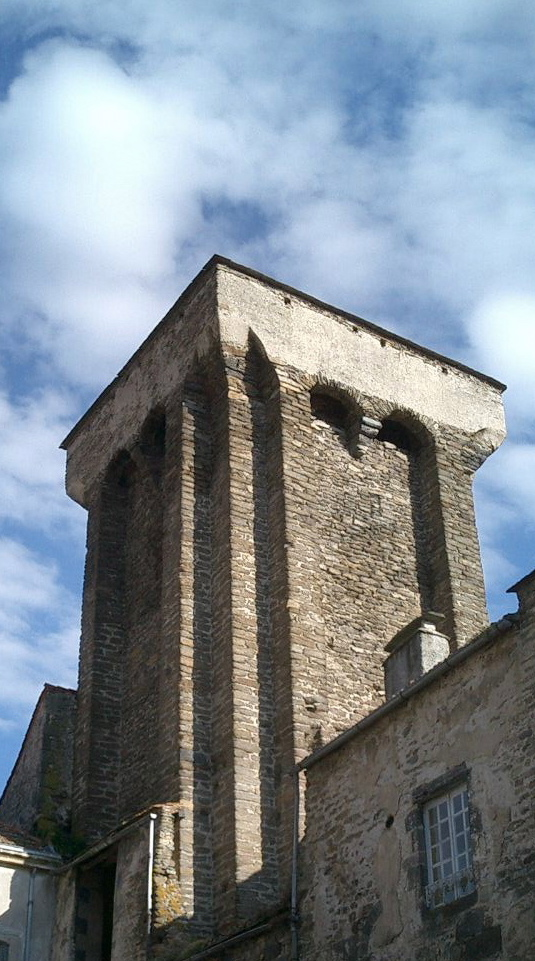
Burgturm Donjon des Barons de Mercœur
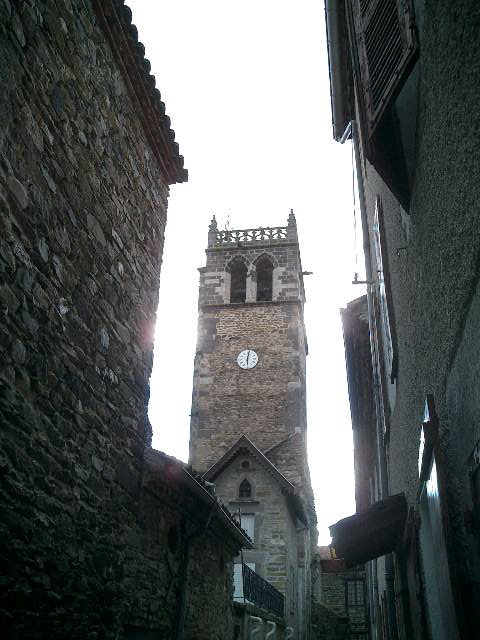
Glockenturm Saint-Martin
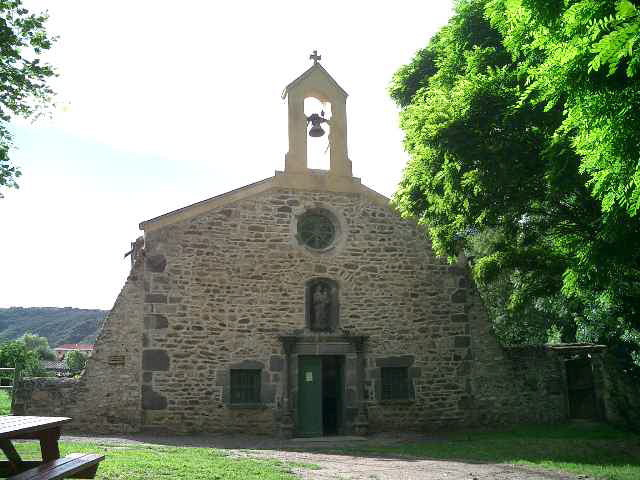
Kapelle Notre-Dame-de-La-Chaigne